# کاتلر بی (فلوریدا)
کاتلر بی (به انگلیسی: Cutler Bay) شهرکی در شهرستان میامی-دید ایالت فلوریدا است که در سال ۲۰۰۵ بنیان‌گذاری شده‌است. این شهرک طبق سرشماری سال ۲۰۱۰ میلادی، ۴۰٬۲۸۶ نفر جمعیت داشته و مساحت آن نیز ۱۲٫۶ کیلومتر مربع است.